# Itoa (Си)

Функция itoa в языке программирования C возвращает запись указанного целого числа в позиционной системе счисления с заданным основанием (например число 10 в системе счисления с основанием 7 записывается как "13"). Эта функция не определена ни в одном стандарте языка Си, но зачастую компиляторы поддерживают её за счет использования заголовка <stdlib.h>, так как она весьма близка по смыслу к стандартной библиотечной функции atoi.
void* itoa(int input, char *buffer, int radix)
itoa принимает передаваемое целое число input и возвращает его запись в системе счисления по основанию radix (которое должно принимать значения от 2 до 36). Алфавит вывода состоит из 36 знаков - сначала 10 арабских цифр, затем 26 букв стандартной латиницы. Полученное число (последовательность цифр основания radix) записывается в буфер вывода buffer.
В зависимости от реализации, itoa может возвращать указатель на первый символ в буфере buffer, или может быть создана таким образом, чтобы передавать нуль-buffer, в результате чего функция возвращает длину строки, которая была записана в корректный buffer.
Для преобразования числа в строку с основанием 8 (восьмеричная), 10 (десятичная) или 16 (шестнадцатеричная система счисления) альтернативой, совместимой со стандартом, является использование стандартной библиотечной функции sprintf.

## Реализация от Кернигана и Ритчи
Функция itoa появилась в первом издании книги Брайана Кернигана и Дениса Ритчи Язык программирования Си, на странице 60. Второе издание Язык программирования Си («K&R2») на стр. 64 содержало нижеследующую реализацию itoa. В книге отмечено несколько вопросов, связанных с этой реализацией, включая тот факт, что она не в состоянии корректно обработать самое маленькое отрицательное число −2длина машинного слова в битах-1.
```
 
/* itoa:  конвертируем n в символы в s */

 
void
 
itoa
(
int
 
n
,
 
char
 
s
[])

 
{

     
int
 
i
,
 
sign
;

 

     
if
 
((
sign
 
=
 
n
)
 
<
 
0
)
  
/* записываем знак */

         
n
 
=
 
-
n
;
          
/* делаем n положительным числом */

     
i
 
=
 
0
;

     
do
 
{
       
/* генерируем цифры в обратном порядке */

         
s
[
i
++
]
 
=
 
n
 
%
 
10
 
+
 
'0'
;
   
/* берем следующую цифру */

     
}
 
while
 
((
n
 
/=
 
10
)
 
>
 
0
);
     
/* удаляем */

     
if
 
(
sign
 
<
 
0
)

         
s
[
i
++
]
 
=
 
'-'
;

     
s
[
i
]
 
=
 
'\0'
;

     
reverse
(
s
);

 
}

```

Функция reverse реализована двумя страницами ранее:
```
 
#include
 
<string.h>

 

 
/* reverse:  переворачиваем строку s на месте */

 
void
 
reverse
(
char
 
s
[])

 
{

     
int
 
i
,
 
j
;

     
char
 
c
;

 

     
for
 
(
i
 
=
 
0
,
 
j
 
=
 
strlen
(
s
)
-1
;
 
i
<
j
;
 
i
++
,
 
j
--
)
 
{

         
c
 
=
 
s
[
i
];

         
s
[
i
]
 
=
 
s
[
j
];

         
s
[
j
]
 
=
 
c
;

     
}

 
}

```

Функция itoa (а также схожая с ней функция ftoa, конвертирующая числа с плавающей запятой в строку) указана в первой версии руководства по Unix. В отличие от приведённых выше версий, библиотечная Unix-версия имела интерфейс, примерно похожий на
void itoa(int input, void (*subr)(char))
и вызывала подпрограмму обратного вызова subr для каждого символа в строке вывода, что устраняло необходимость в большом буфере для хранения сразу всей строки.